# USS LST-749
O USS LST-749 foi um navio de guerra norte-americano da classe LST que operou durante a Segunda Guerra Mundial.